# Herman Hupfeld
Herman Hupfeld (1. února 1894 – 8. června 1951) byl americký hudební skladatel, nejvíce známý pro své skladby „As Time Goes By“ z roku 1931 a Let's Put Out the Lights (and Go to Sleep) z roku 1932. První zmíněnou skladbu předělala také americká blues rocková hudební skupina ZZ Top na svém albu Mescalero z roku 2003.